# Rufino d'Assisi (compositore)
Rufino Bartolucci (o Ruffino), noto anche come Rufino d'Assisi (fl. XV-XVI secolo) è stato un francescano e compositore italiano.

## Biografia
Nacque intorno al 1470.
Membro dell'Ordine francescano, è documentato a Padova, dove fu maestro di coro presso la cattedrale («clericos musicam docere instruere ac in choro cantare») tra il 1510 e il 1520. Fu poi impiegato presso la Basilica di Sant'Antonio di Padova, con una interruzione tra 1525 e 1531, quando prestò servizio presso il Duomo di Vicenza.
Tra il 1537 e il 1539 fu custode del Sacro Convento di Assisi.
L'ultima notizia nota è che nel 1539 fu inviato presso il capitolo di Verona.

## Il suo ruolo innovativo
Considerati gli elogi e i compensi straordinari elargiti da parte del Duomo di Padova, si ritiene che Rufino sia stato un eccellente organizzatore della scuola canora.
La sua influenza fu significativa anche sui compositori successivi, suoi allievi a Padova, tra cui Francesco Santacroce, che ne ereditarono lo stile innovativo in particolare per la diffusione del "coro spezzato", tanto da far ritenere Rufino il vero primo inventore di questa tecnica, non Adrian Willaert.